# Lê Lợi, thành phố Bắc Giang
Lê Lợi là một phường cũ thuộc thành phố Bắc Giang, tỉnh Bắc Giang, Việt Nam.

## Địa lý
Phường Lê Lợi có diện tích 0,91 km², dân số năm 2023 là 11.285 người, mật độ dân số đạt 12.401 người/km².

## Lịch sử
Ngày 1 tháng 6 năm 1981, UBND tỉnh Hà Bắc ban hành Quyết định số 390/QĐ-UBND về việc thành lập phường Lê Lợi.
Ngày 11 tháng 5 năm 1999, Chính phủ ban hành Nghị định số 33/1999/NĐ-CP về việc thành lập phường Hoàng Văn Thụ trên cơ sở 52 ha diện tích tự nhiên và 6.469 nhân khẩu của phường Lê Lợi.
Sau khi điều chỉnh địa giới hành chính, phường Lê Lợi có 80 ha diện tích tự nhiên và 10.031 nhân khẩu.
Ngày 28 tháng 9 năm 2024, Ủy ban Thường vụ Quốc hội ban hành Nghị quyết số 1191/NQ-UBTVQH15 về việc sắp xếp đơn vị hành chính cấp huyện, xã giai đoạn 2023 – 2025 của tỉnh Bắc Giang (nghị quyết có hiệu lực từ ngày 1 tháng 1 năm 2025). Theo đó, sáp nhập toàn bộ 0,91 km² diện tích tự nhiên và quy mô dân số là 11.285 người của phường Lê Lợi vào phường Trần Phú.